# Joséphine Forni
Pour les articles homonymes, voir Forni.

 Joséphine Forni, née le 27 juin 1994 à Chambéry, est une ancienne skieuse alpine française.

## Biographie

### Débuts
Elle est la fille de Yves Forni, ancien slalomeur et hôtelier à Méribel.
En Mars 2013, elle est Championne de France Juniors U21 (moins de 21 ans) de Slalom à Peyragudes.
Elle intègre l’équipe de France B à partir de la saison 2013-2014.
Elle dispute sa première épreuve de Coupe du Monde le 22 octobre 2016 à Sölden en Slalom Géant.

### Saison 2017-2018
Les 6 et 7 mars 2018, elle signe 2 victoires en slalom à Engaru au Japon dans la Far East Cup.
Le 17 mars 2018, elle obtient sa première victoire en Coupe d'Europe, en remportant le slalom de Soldeu. Elle termine à la 7e place du classement de la Coupe d'Europe de Slalom.
Le 24 mars 2018, à  Châtel,  elle est Vice-Championne de France de Slalom, à 13 centièmes de seconde de la gagnante Nastasia Noens.

### Saison 2018-2019
A peine remise d'une mononucléose qu'elle a contractée en septembre, elle marque ses premiers points en Coupe du Monde le 25 novembre 2018, en prenant la 21e place du Slalom de Killington.
Le 2 février 2019, elle prend la 23e place du Slalom de Coupe du Monde de Maribor en réalisant le 2e temps de la seconde manche.
En février 2019, elle dispute ses premiers championnats du Monde à Åre en Suède. Elle part à la faute dans la 1re manche du slalom.

### Saison 2019-2020
Elle fait une bonne saison en Coupe d'Europe et se classant 4 fois dans le top-5, à Funäsdalen, et à Bad Wiessee.
Sa saison prend fin début mars avec l’arrêt des compétitions de ski en raison de la pandémie de coronavirus.
Elle termine à la 5e place du classement général de la Coupe d'Europe de slalom.

### Fin de carrière
Elle marque ses premiers points en slalom parallèle de coupe du monde en prenant la 23e place de l'épreuve de  Lech/Zürs. Le 3 janvier 
elle entre à nouveau dans le top-30 d'un slalom de Coupe du monde en obtenant la 24e place de l'épreuve de Zagreb.
Le 3 février 2021, après avoir appris sa non-sélection pour les championnats du monde de Cortina d'Ampezzo, elle annonce sa retraite sportive.
En avril 2023, elle remporte le challenge des moniteurs chez les dames.

## Palmarès

### Championnats du monde
| Épreuve / Édition | Slalom |
| Mondiaux 2019 Åre | Ab.    |

### Coupe du monde
- Meilleur classement au général : 104e en 2018-2019 avec 18 points.
- Meilleur classement de slalom : 48e en 2018-2019 avec 18 points.
- Meilleur résultat sur une épreuve de Coupe du monde de slalom : 21e à Killington le 25 novembre 2018.
- Meilleur résultat sur une épreuve de Coupe du monde de slalom parallèle: 23e à Lech/Zürs le 26 novembre 2020.
- Nombre de départs en Coupe du monde : 28.

| Saison / Épreuve | Saison / Épreuve | Général | Général | Descente | Descente | Super G | Super G | Géant  | Géant  | Slalom | Slalom | Combiné | Combiné |
| ---------------- | ---------------- | ------- | ------- | -------- | -------- | ------- | ------- | ------ | ------ | ------ | ------ | ------- | ------- |
| Saison / Épreuve | Saison / Épreuve | Class.  | Points  | Class.   | Points   | Class.  | Points  | Class. | Points | Class. | Points | Class.  | Points  |
| 2018-2019        | 2018-2019        | 104e    | 18      | –        | –        | –       | –       | –      | –      | 48e    | 18     | –       | –       |
| 2019-2020        | 2019-2020        | N/A     | N/A     | N/A      | N/A      | N/A     | N/A     | N/A    | N/A    | N/A    | N/A    | N/A     | N/A     |
| 2020-2021        | 2020-2021        | 102e    | 15      | –        | –        | –       | –       | –      | –      | 49e    | 7      | 23e     | 8       |

### Championnats du Monde Juniors
| Épreuve / Édition       | Descente | Super G | Géant | Slalom | Combiné |
| Mondiaux 2013 Le Massif | –        | –       | 40e   | Ab.    | –       |
| Mondiaux 2015 Hafjell   | –        | –       | 24e   | 18e    | –       |

### Coupe d'Europe
12 tops 10 dont 1 victoire :
- Slalom à Soldeu le 17 mars 2018

#### Classements
| Saison / Épreuve | Saison / Épreuve | Général | Général | Descente | Descente | Super G | Super G | Géant  | Géant  | Slalom | Slalom | Combiné | Combiné |
| ---------------- | ---------------- | ------- | ------- | -------- | -------- | ------- | ------- | ------ | ------ | ------ | ------ | ------- | ------- |
| Saison / Épreuve | Saison / Épreuve | Class.  | Points  | Class.   | Points   | Class.  | Points  | Class. | Points | Class. | Points | Class.  | Points  |
| 2011-2012        | 2011-2012        | 124e    | 30      | 51e      | 11       | 60e     | 7       | –      | –      | –      | –      | 27e     | 12      |
| 2012-2013        | 2012-2013        | 159e    | 10      | 57e      | 10       | –       | –       | –      | –      | –      | –      | –       | –       |
| 2013-2014        | 2013-2014        | 190e    | 1       | –        | –        | –       | –       | 83e    | 1      | –      | –      | –       | –       |
| 2014-2015        | 2014-2015        | 107e    | 46      | –        | –        | –       | –       | 77e    | 2      | 49e    | 44     | –       | –       |
| 2015-2016        | 2015-2016        | 63e     | 129     | –        | –        | –       | –       | 26e    | 74     | 36e    | 55     | –       | –       |
| 2016-2017        | 2016-2017        | 73e     | 86      | –        | –        | –       | –       | 31e    | 52     | 49e    | 34     | –       | –       |
| 2017-2018        | 2017-2018        | 19e     | 352     | –        | –        | –       | –       | 32e    | 65     | 7e     | 287    | –       | –       |
| 2018-2019        | 2018-2019        | 112e    | 46      | –        | –        | –       | –       | –      | –      | 44e    | 46     | –       | –       |
| 2019-2020        | 2019-2020        | 20e     | 282     | –        | –        | –       | –       | –      | –      | 5e     | 282    | –       | –       |
| 2020-2021        | 2020-2021        | 64e     | 87      | –        | –        | –       | –       | –      | –      | 25e    | 87     | –       | –       |

### Championnats de France

#### Elite
| Édition / Epreuve                   | Descente                                             | Super-G                                              | Géant                                                | Slalom                                               | Combiné                                              | Slalom Parallèle                                     |
| ----------------------------------- | ---------------------------------------------------- | ---------------------------------------------------- | ---------------------------------------------------- | ---------------------------------------------------- | ---------------------------------------------------- | ---------------------------------------------------- |
| Championnats 2010 Les Menuires      | 20e                                                  | 31e                                                  | –                                                    | –                                                    | 12e                                                  | –                                                    |
| Championnats 2011 Mont-Dore/Tignes  | 36e                                                  | Ab.                                                  | 36e                                                  | 29e                                                  | 32e                                                  | –                                                    |
| Championnats 2012 L'Alpe d'Huez     | 17e                                                  | 24e                                                  | 18e                                                  | 11e                                                  | 7e                                                   | –                                                    |
| Championnats 2013 Peyragudes        | 23e                                                  | 11e                                                  | 17e                                                  | 6e                                                   | –                                                    | –                                                    |
| Championnats 2014 Méribel/Les Arcs  | –                                                    | –                                                    | 6e                                                   | Ab.                                                  | –                                                    | –                                                    |
| Championnats 2015 Serre-Chevalier   | –                                                    | –                                                    | 5e                                                   | Ab.                                                  | –                                                    | –                                                    |
| Championnats 2016 Les Menuires      | –                                                    | –                                                    | Ab.                                                  | Ab.                                                  | –                                                    | 5e                                                   |
| Championnats 2017 Val Thorens/Lélex | N/A                                                  | N/A                                                  | N/A                                                  | N/A                                                  | N/A                                                  | N/A                                                  |
| Championnats 2018 Châtel            | –                                                    | –                                                    | 5e                                                   | Argent                                               | –                                                    | –                                                    |
| Championnats 2019 Auron             | –                                                    | –                                                    | 14e                                                  | 5e                                                   | –                                                    | –                                                    |
| Championnats 2020 Val Thorens       | Édition annulée en raison de la pandémie de Covid-19 | Édition annulée en raison de la pandémie de Covid-19 | Édition annulée en raison de la pandémie de Covid-19 | Édition annulée en raison de la pandémie de Covid-19 | Édition annulée en raison de la pandémie de Covid-19 | Édition annulée en raison de la pandémie de Covid-19 |

#### Jeunes
- 1 titre de Championne de France (2013).
- 2 titres de Vice-championne de France (2012 et 2015).

| Année                 | Lieu            | Discipline | Perf.              |
| --------------------- | --------------- | ---------- | ------------------ |
| Moins de 20 ans (U20) |                 |            |                    |
| 2012                  | Alpe d'Huez     | Combiné    | Médaille d'argent  |
| Moins de 21 ans (U21) |                 |            |                    |
| 2013                  | Peyragudes      | Slalom     | Médaille d'or      |
| 2014                  | Méribel         | Géant      | Médaille de bronze |
| 2015                  | Serre-Chevalier | Géant      | Médaille d'argent  |